# Гребінський Олег Вільямович
Оле́г Ві́льямович Гребі́нський (3 липня 1971 — 29 серпня 2014) — український правоохоронець, доброволець, старший сержант міліції України, учасник російсько-української війни.

## Життєпис
Народився 3 липня 1971 року у місті Крижопіль на Вінниччині. У 1978 році пішов до школи у Крижополі. У 1981-у родина переїхала на Херсонщину. Батько був вчителем образотворчого мистецтва. Закінчив ЗОШ № 7 міста Таврійськ, Херсонську державну морську академію. Проходив строкову військову службу в лавах ЗС СРСР — служив на ракетному військовому полігоні Капустин Яр (Астраханська область, Росія). Останнім часом працював водієм маршрутного автобуса.
Вступив до добровольчого батальйону патрульної служби міліції особливого призначення «Херсон» в день його створення. Ніхто з близьких не знав про це. Пізніше своє рішення Олег Гребінський пояснив просто: «Мене ніхто не зрозумів би, якби я, маючи досвід армійської служби, залишався вдома, лежав на дивані і дивився по телевізору, як наші пацани б'ються, аби не пустити ворога на нашу землю. Я б сам себе не зрозумів…».
Загинув 29 серпня 2014 року у бою під Іловайськом під час виходу з оточення. За кілька хвилин до загибелі потрапив у групу бійців батальйону «Миротворець»; загинув разом з одним із них — Русланом Халусом.
Про те, що Олег Гребінський загинув, свідчили вцілілі бійці «Миротворця» та «Херсона». Товаришам не вдалось витягнути з поля бою його тіло, тому він довгий час вважався зниклим безвісти.
19 вересня 2014-го тіло Олега було знайдено пошуковою групою Місії «Евакуація-200» («Чорний тюльпан») поруч з хутором Горбатенко. Спочатку був похований у Запоріжжі як невідомий боєць під номером 4043. Пізніше був упізнаний за допомогою експертизи ДНК (проводилась двічі).
Похований 11 вересня 2015 року на кладовищі у селі Кринки, Олешківського (на той час Цюрупинського) району.
Без Олега лишились батьки, сестра Вікторія, дружина Марина, син.

## Нагороди і вшанування
- За особисту мужність і героїзм, виявлені у захисті державного суверенітету та територіальної цілісності України, вірність військовій присязі під час російсько-української війни, відзначений — нагороджений 25 листопада 2015 року — орденом «За мужність» III ступеня (посмертно).[4]

меморіальна дошка в Херсоні

- 9 березня 2016 року було відкрито меморіальну дошку в школі № 7 міста Таврійськ[5].
- 2 червня 2016 року відбулося урочисте відкриття меморіальної дошки у Херсонській державній морській академії[6].
- Його портрет розміщений на меморіалі «Стіна пам'яті полеглих за Україну» у Києві: секція 4, ряд 2, місце 2
- Вшановується 29 серпня на щоденному ранковому церемоніалі вшанування українських захисників, які загинули цього дня у різні роки внаслідок російської збройної агресії[7]
- Іловайський Хрест (посмертно)